# Жезлов Микола Гнатович
Микола Гнатович Жезлов (7 лютого 1916, село Ремонтне (Джурук) Астраханської губернії, тепер Ростовської області, Російська Федерація — 1983, тепер Російська Федерація) — радянський діяч, 1-й секретар Калмицького обласного комітету КПРС, 2-й секретар Ставропольського крайового комітету КПРС. Депутат Верховної ради РРФСР 8—9-го скликань. Депутат Верховної Ради СРСР 5-го скликання.

## Життєпис
Трудову діяльність розпочав у 1933 році у Винодєленському районному комітеті ВЛКСМ Ставропольського краю.
У 1940 році закінчив Орджонікідзевський (Ставропольський) зоотехнічний інститут.
Після закінчення інституту в 1940 році працював старшим зоотехніком у тваринницькому радгоспі Пензенської області.
У 1940—1947 роках — у Червоній армії, учасник німецько-радянської війни.
Член ВКП(б) з 1942 року.
З 1947 року — інструктор Ставропольського крайового комітету ВКП(б), 1-й секретар Апанасенковського районного комітету ВКП(б) Ставропольського краю.
До 1956 року — секретар Ставропольського крайового комітету КПРС з питань сільського господарства.
8 грудня 1956 — 28 грудня 1957 року — 1-й секретар Організаційного бюро ЦК КПРС по Калмицькій автономній області. 29 грудня 1957 — 22 червня 1958 року — 1-й секретар обласного комітету КПРС Калмицької автономної області. 22 червня 1958 — лютий 1959 року — 1-й секретар Калмицького обласного комітету КПРС.
З лютого 1959 року — начальник Управління м'ясної та молочної промисловості Ради народного господарства Ставропольського економічного адміністративного району.
У 1964 — 10 квітня 1970 року — секретар Ставропольського крайового комітету КПРС з питань сільського господарства.
10 квітня 1970 — грудень 1976 року — 2-й секретар Ставропольського крайового комітету КПРС.
Потім — на пенсії. Помер 1983 року.

## Звання
- капітан

## Нагороди
- орден Леніна
- орден Жовтневої Революції (27.08.1971)
- орден Вітчизняної війни ІІ ст.
- орден Червоної Зірки
- медаль «За бойові заслуги»
- Почесний громадянин Ставропольського краю